# Antecedentes de Fórmula 1
| Fórmula 1 Mundial de Pilotos • Mundial de Constructores Grandes Premios • Circuitos • Pilotos • Motores • Reglamentación • Puntuaciones • Neumáticos Historia Antecedentes • 1950-1999 • 2000- Récords • Récords de pilotos |
| Portal:Fórmula 1 |

Viene de Historia de Fórmula 1 y es la primera de tres partes:
1. Antecedentes de Fórmula 1
2. Historia de Fórmula 1 de 1950 a 1999
3. Historia de Fórmula 1 de 2000 a la fecha

Las carreras Gran Premio (en francés Grand Prix) tienen raíces en las carreras de automóviles organizadas en Francia desde 1894. Rápidamente evolucionaron de simples carreras en caminos de un pueblo a otro, a pruebas de resistencia para los autos y los pilotos. La innovación pronto rebasó los 160 km/h pero al ser carreras en caminos abiertos eran frecuentes los accidentes que resultaban en defunciones, tanto de pilotos como de espectadores.

## Organización de carreras

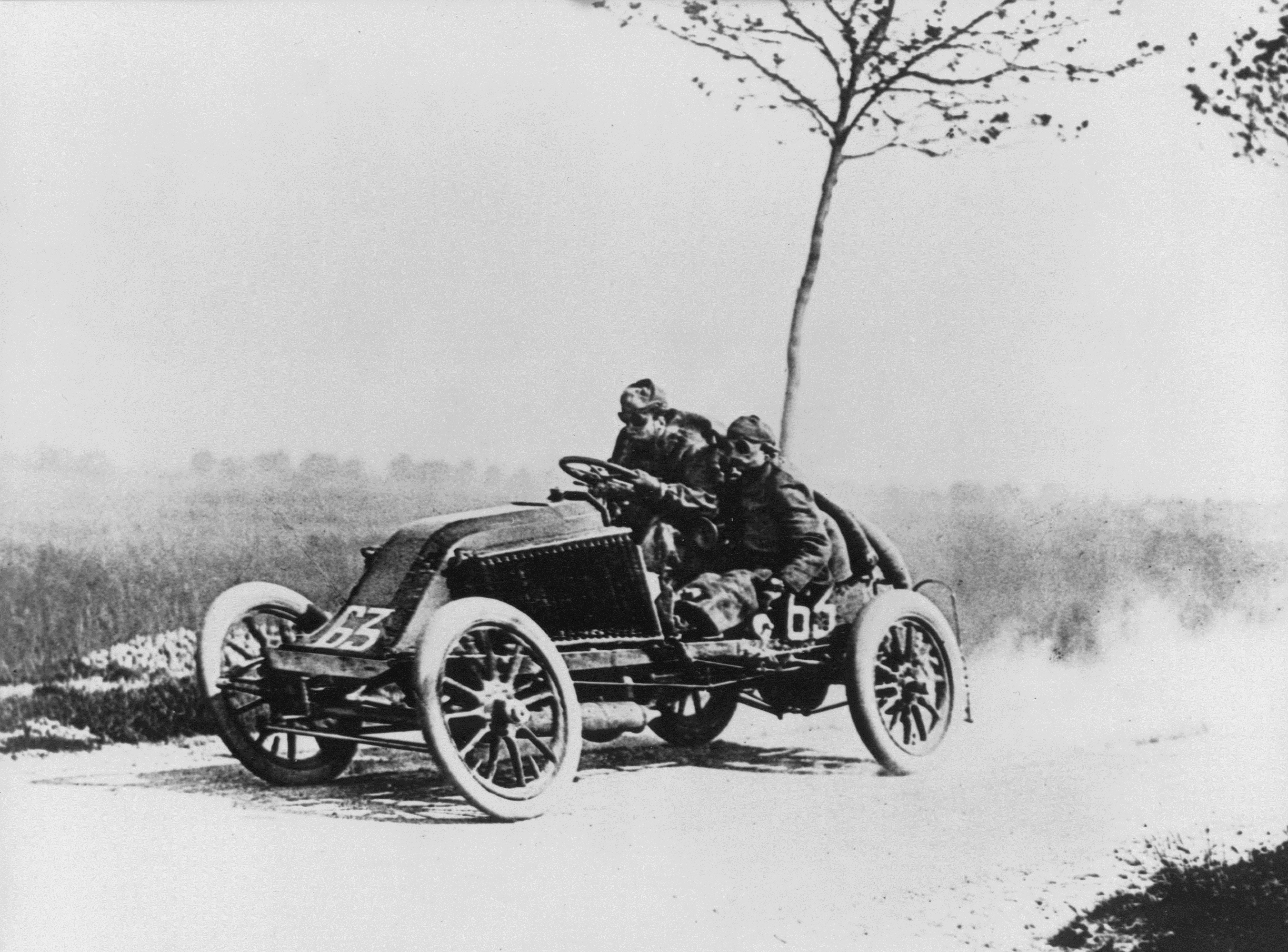
Marcel Renault en una carrera en 1903

En 1900 ocurrió un evento que resultó trascendental en las carreras, cuando James Gordon Bennett, Jr., propietario de los periódicos New York Herald e International Herald Tribune en París, estableció la Copa Gordon Bennett de Carreras de Autos en Europa, una carrera anual que atrajo competidores internacionales. Cada país podía inscribir hasta tres autos.
Siguiendo el ejemplo de Bennett, en los Estados Unidos el acaudalado William Kissam Vanderbilt II lanzó la Copa Vanderbilt en Long Island, Nueva York en 1904.
Influenciado por estos eventos, Louis Chevrolet, un suizo que trabajaba para un constructor francés decidió mudarse a Estados Unidos. Desde 1901 se convirtió en la figura principal de las carreras en Estados Unidos y diseñador de los coches de General Motors que portaban su nombre.

## Los primeros Grandes Premios

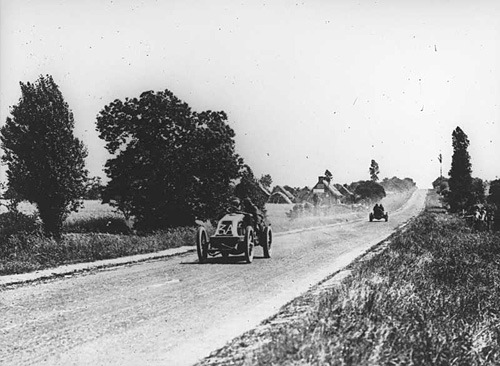
Gran premio francés de 1906

En 1906, la primera (y en ese tiempo la única) carrera en llevar el nombre de Gran Premio era organizada por el Club del Automóvil de Francia (CAF), y se corría durante dos días en junio. El circuito, localizado en Le Mans, tenía forma más o menos triangular, cubriendo cada vuelta 105 kilómetros (65 millas). Seis vueltas habían de ser recorridas cada día, y cada vuelta tomaba cerca de una hora usando los relativamente primitivos autos de la época. De los 32 participantes que representaban 12 diferentes fabricantes de automóviles, el húngaro Ferenc Szisz (1873–1944) ganó esta carrera de 1260 km en un Renault.
Durante este periodo las carreras eran un asunto altamente nacionalista, con algunos países organizando carreras propias pero sin un campeonato formal que las ligara entre sí. Las reglas variaban de país en país y de carrera en carrera, y típicamente se regulaban en base al peso máximo (no mínimo) del automóvil, en un esfuerzo por limitar el poder de los motores al limitar el tamaño de los mismos de manera indirecta (Motores de 10 o 15 litros de desplazamiento eran bastante comunes, usualmente con no más de cuatro cilindros y produciendo menos de 50 caballos de fuerza). Todos los autos contaban con mecánicos a bordo al igual que el piloto y a nadie se le permitía reparar o trabajar en el auto a excepción de estas dos personas. Un factor clave para el triunfo de Renault en este primer Gran Premio fue el uso de ruedas desmontables (desarrolladas por Michelin), las cuales permitían el cambio de neumáticos sin necesidad de desmontar el neumático y la cámara de la rueda y volver a montar la nueva cámara y neumático, simplemente se sustituía el conjunto completo.

## Desarrollo de circuitos

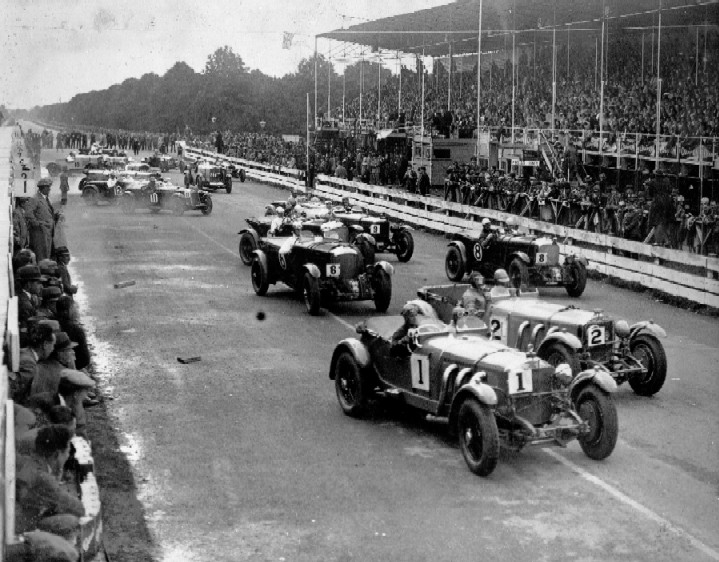
El circuito de Brooklands fue el primero en crearse.

La mayoría de las carreras se corrían sobre largos circuitos formados por caminos públicos temporalmente cerrados, no en pistas privadas específicamente construidas. Este fue el origen del circuito de Gran Premio de Le Mans en 1906, así como de la Targa Florio que se corría en 93 millas de caminos sicilianos, el circuito alemán Kaiserpreis de 75 millas y el circuito francés Dieppe de 48 millas, usados en los Grandes Premios de 1907. Las excepciones fueron el abruptamente empinado y ovoide circuito de Brooklands, Inglaterra, terminado en 1907 y el Indianapolis Motor Speedway, usado por primera vez en 1909 y el Autodromo Nazionale Monza, Italia, abierto en 1922.
En 1922 Italia se convirtió en el primer país (aparte de Francia) en hospedar una carrera usando el nombre de "Grand Prix" (Gran Premio), en Monza. Esto fue rápidamente seguido por Bélgica y España en 1924, y luego se diseminó por otros países. Estrictamente hablando, aún no se trataba de un campeonato formal sino una variada colección de carreras corridas bajo varias reglas.
Una "fórmula" empezando a cumplir reglas apareció justo antes de la Primera Guerra Mundial, basada finalmente en los tamaños de los motores y el peso, aunque no fue adoptada universalmente. En 1924, sin embargo, mucho clubes nacionales de motor se unieron para formar la Asociación Internacional de Clubes de Automóviles Reconocidos ("Association Internationale des Automobile Clubs Reconnus" (AIACR), cuya Comisión Deportiva Internacional fue autorizada a regular los Grandes Premios y otras formas de competencias internacionales. Desde los orígenes de los Grandes Premios, las competencias se corrieron en concordancia con reglas estrictas basadas en tamaño del motor y peso del vehículo. Estas regulaciones fueron virtualmente abandonadas en 1928 en una era conocida como de "Fórmula Libre", cuando los organizadores de carreras decidieron correr sus eventos sin prácticamente ninguna limitación. De 1927 a 1934, el número de carreras consideradas con rango de Gran Premio creció, saltando de cinco eventos en 1927, a nueve eventos en 1929, y a dieciocho en 1934 (el número máximo de carreras en un año antes de la Segunda Guerra Mundial).

## Los años previos a la Segunda Guerra Mundial
Importantes nombres individuales y de marcas emergieron durante este tiempo, durante el cual se va a cambiar definitivamente la cara del diseño de automóviles y su ingeniería:
- Alfa Romeo
- Ettore Bugatti
- Enzo Ferrari
- Vittorio Jano
- Alfieri Maserati
- Mercedes-Benz
- Harry A. Miller
- Ferdinand Porsche

El Gran Premio de Mónaco de 1933 fue la primera vez en la historia del deporte en que el orden de partida fue decidido por los tiempos de clasificación, en vez de la suerte. Todos los vehículos compitiendo fueron pintados con los colores nacionales: azul para Francia, verde para Inglaterra, rojo para Italia, amarillo para Bélgica y blanco para Alemania. A partir de 1934, los alemanes dejaron de pintar sus autos, después de que le sacaron la pintura de un Mercedes-Benz, en un esfuerzo para reducir el peso del auto. El metálico auto sin pintar pronto hizo que los autos alemanes fueran bautizados por los medios como las "flechas de plata".
Los autos franceses siguieron dominando (liderados por Bugatti, pero también incluyendo a Delage y Delahaye) hasta los últimos años de la década del 20, cuando los italianos (Alfa Romeo y Maserati empezaron a vencer a los autos franceses regularmente. En ese tiempo, los ingenieros alemanes diseñaron coches de carrera únicos, como el Benz con su cuerpo aerodinámico "teardrop" (literalmente: forma de gota) introducido en 1923 en el Gran Premio de Europa en Monza.
En los 30, sin embargo, el nacionalismo entró en una nueva fase cuando los Nazis estimularon a Mercedes y a la Auto Union a ensanchar la gloria del Reich. El gobierno entregó algo de dinero a los dos fabricantes, pero la magnitud de la ayuda fue posteriormente inflada y exagerada por los medios: los subsidios gubernamentales sumaban solo un 10% de los costos de funcionamiento de los dos equipos de carreras. Los 2 equipos alemanes dominaron absolutamente el periodo de 1934 a 1939, no ganando solamente tres de todas las carreras corridas entre esos años.

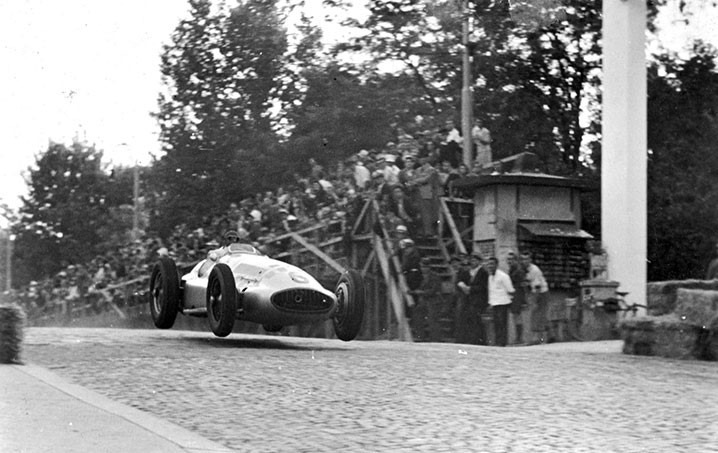
Manfred von Brauchitsch en el Gran Premio de Belgrado de 1939, dos días después del inicio de la guerra.

Los vehículos de esa época eran de un solo asiento (el mecánico a bordo desapareció a comienzo de los 20´s, con motores de 8 o 16 cilindros produciendo más de 600 hp con naftas basadas en alcohol.
En octubre de 1923 la idea de un campeonato motor fue discutida en París en la conferencia anual de la AIACR (Association Internationale des Automobile Clubs Reconnus). Sin embargo, la discusión se centró sobre el creciente interés en las carreras de los fabricantes y empresas en el primer Gran Premio de Europa en Monza, en 1923. El primer Campeonato Mundial se llevó a cabo en 1925, pero fue para fabricantes solamente (llamado Campeonato Mundial de Fabricantes), y consistía en cuatro carreras de por lo menos 800 km de extensión. Las carreras que formaron el primer campeonato fueron las 500 Millas de Indianápolis, el Gran Premio de Europa, y los Grandes Premios de Francia e Italia. Un Campeonato Europeo, que consistía en los Grandes Premios principales (llamados Grandes Épreuves) fue instituido en 1935 para pilotos, y se compitió en todos los años hasta el inicio de la Segunda Guerra Mundial en 1939.

### Años posteriores a la Segunda Guerra Mundial y creación de la Fórmula 1
En 1946, inmediatamente después de la Segunda Guerra Mundial, solo hubo cuatro carreras con rango de Grandes Premios. Las reglas para el Campeonato Mundial de Pilotos ya habían sido establecidas antes de la Segunda Guerra Mundial, pero llevó varios años más de espera su concreción, hasta que en 1947 la antigua AIACR se reorganizó a sí misma, pasándose a llamar la Federación Internacional del Automóvil (FIA). Con casa central en París, al final de la temporada de 1949 anunció que para 1950 unirían varios Grandes Premios nacionales para crear la Fórmula 1 con un Campeonato Mundial para pilotos, aunque por motivos económicos, en los años de 1952 y 1953 todavía se compitió con autos de Fórmula 2. Se estableció un sistema de puntuación y reconocieron un total de siete carreras como aptas para el Campeonato del Mundo. La primera carrera del Campeonato Mundial se llevó a cabo el 13 de mayo en el circuito de Silverstone, en el Reino Unido.
Los italianos una vez más hicieron bien las cosas en estas primeras carreras del Campeonato del Mundo, tanto las marcas como los pilotos. El primer Campeón Mundial fue Giuseppe Farina, manejando un Alfa Romeo. Ferrari apareció en la segunda carrera, en Mónaco, y tiene la distinción de ser la única marca que compite a lo largo de toda la historia de este deporte hasta la actualidad.

## Principales Grandes Premios
- Gran Premio de AVUS
- Gran Premio de Bélgica
- Coppa Acerbo
- Coppa Ciano
- Gran Premio de Checoslovaquia
- Gran Premio de Donington
- Gran Premio de Eifel
- Gran Premio de Francia
- Gran Premio de Alemania
- Gran Premio de Hungría
- Gran Premio de Italia
- Gran Premio de Milán
- Mille Miglia
- Gran Premio de Mónaco
- Gran Premio de Penya Rhin
- Gran Premio de San Sebastián
- Gran Premio de España
- Gran Premio de Suiza
- Targa Florio
- Gran Premio de Trípoli
- Gran Premio de Túnez
- Copa Vanderbilt

## Pilotos de la era de los Grandes Premios
Algunos de los más notables pilotos de la era de los Grandes Premios, incluidas algunas mujeres que compitieron de igual a igual con los hombres:
- Alberto Ascari
- Juan Manuel Fangio
- Robert Benoist
- Clemente Biondetti
- Georges Boillot
- Manfred von Brauchitsch
- Malcolm Campbell
- Rudolf Caracciola
- / Luigi Chinetti
- Louis Chiron
- Albert Divo
- René Dreyfus
- Philippe Étancelin
- Luigi Fagioli
- Giuseppe Farina
- Enzo Ferrari
- Jules Goux
- Elizabeth Junek
- Hermann Lang
- Christian Lautenschlager
- Emilio Materassi
- Felice Nazzaro
- Guy Moll
- Hellé Nice
- Tazio Nuvolari
- Kay Petre
- Charles Pozzi
- Georges Philippe
- Bernd Rosemeyer
- Richard Seaman
- Henry Segrave
- Raymond Sommer
- Whitney Willard Straight
- Hans Stuck
- Ferenc Szisz
- Achille Varzi
- Emilio Villoresi
- Luigi Villoresi
- William Grover-Williams
- Jean-Pierre Wimille
- Juan Zanelli